# 修秀
修秀（1987年12月4日—），河南洛阳人，中国女子现代五项运动员，曾获得2007年世界现代五项锦标赛第五名、2008年奥运会女子现代五项第十名。2009年韩国公开亚洲锦标赛第一名。